# 轨距列表

## 寬軌距

### 5英尺6英寸（1,676毫米）
俗稱「印度軌距」。
- 阿根廷
- 孟加拉
- 加拿大（少數鐵路）
- 智利
- 印度（大多印度國鐵路線、德里地鐵及加爾各答地鐵）
- 巴基斯坦
- 斯里蘭卡
- 英國（蘇格蘭的一部分）
- 美國（舊金山灣區捷運系統）

### 5英尺5 2/3英寸（1,668毫米）
俗稱「伊比利亞軌距」。
- 葡萄牙
- 西班牙

### 5英尺3英寸（1,600毫米）
俗稱「愛爾蘭軌距」。
- 澳大利亞（南澳大利亞州，維多利亞州，新南威尔士州）
- 巴西
- 愛爾蘭
- 英國（北愛爾蘭）

### 4英尺11 5/6英寸（1,520毫米）
俗稱「俄羅斯軌距」或「蘇聯軌」。
- 亞美尼亞
- 亞塞拜然
- 白俄羅斯
- 保加利亞
- 愛沙尼亞
- 芬蘭
- 喬治亞
- 香港（山頂纜車）
- 哈薩克斯坦
- 吉爾吉斯斯坦
- 拉脫維亞
- 摩爾多瓦
- 蒙古
- 俄羅斯
- 斯洛伐克
- 塔吉克斯坦
- 土庫曼斯坦
- 烏克蘭
- 烏茲別克斯坦

## 标准轨距：4英尺8 1/2英寸（1435毫米）
- 阿尔巴尼亚
- 阿尔及利亚
- 阿根廷（所有Mesopotamica）－前Urquiza线
- 澳洲
- 奥地利
- 比利时
- 巴西（E.F。Amapá）
- 保加利亚
- 中華人民共和國
- 丹麦
- 埃及
- 法国
- 波士尼亞與赫塞哥維納
- 加拿大
- 克羅埃西亞
- 捷克
- 德国
- 希腊
- 香港：東鐵綫、屯马线、輕鐵、南港島綫、港島綫西延、觀塘綫延綫
- 匈牙利
- 伊朗
- 伊拉克
- 以色列
- 義大利
- 日本（新干线、京成线、京急线、都营浅草线、都营大江戶線、阪急电铁、阪神電氣鐵道、京都市营地下铁、大阪市营地下铁、中數鐵道等等）
- 韩国
- 黎巴嫩
- 北馬其頓
- 马来西亚（吉隆坡快捷通系统（Rapid KL），KLIAEkspres，MRT）
- 蒙特內哥羅
- 摩洛哥
- 墨西哥
- 荷兰
- 挪威
- 巴拿马
- 波兰
- 秘鲁
- 罗马尼亚
- 新加坡 (新加坡地鐵)
- 塞尔维亚
- 斯洛伐克
- 斯洛維尼亚
- 南非（豪登列車）
- 西班牙（仅限往来塞维利亚、马德里、巴塞罗那间的西班牙高速铁路AVE；巴塞罗那地铁L2，L3，L4，L5；巴塞罗那FGC线L6、L7和地铁VallèsS1、S2、S5，S55）
- 瑞典
- 瑞士
- 叙利亚
- 台灣（高運量及中運量鋼輪鋼軌捷運系統、輕軌運輸系統及台灣高速鐵路）
- 泰国（在曼谷：曼谷大眾運輸系統、地下和机场線）
- 突尼西亞
- 土耳其
- 英國
- 美国
- 乌拉圭
- 越南（河内北部）

## 中軌距

### 1432毫米
俗称“假窄轨”
- 香港（前地铁路线[註 1]）

### 4英尺6英寸（1372毫米）
俗稱「馬車軌距」。
- 日本（京王電鐵除井之頭線外的路線、都營地下鐵新宿線、都電荒川線、東急世田谷線、函館市電）
- 英國（蘇格蘭的一部分）

### 1240毫米
- 中華人民共和國（重庆长寿缆车）

### 3英尺6英寸（1067毫米）
俗称「三六」、「開普軌距」。
- 安哥拉（本格拉鐵路）
- 澳大利亞（昆士蘭州、西澳大利亞州、南澳大利亞州、塔斯馬尼亞州）
- 紐西蘭
- 印尼
- 日本（包括JR在來線、私鐵及第三部門鐵道的大部分軌距）
- 俄羅斯（庫頁島）
- 南非
- 台灣（台灣鐵路公司所營運路線）
- 坦尚尼亞（坦贊鐵路）
- 美國（舊金山纜索鐵路）
- 辛巴威（辛巴威國營鐵路）
- 菲律賓
- 香港電車

## 窄軌距

### 3英尺3/8英寸（1,000毫米）
俗稱「米轨」。
- 阿根廷（貝爾格拉諾貨運鐵路、列車之雲）
- 孟加拉國
- 貝寧
- 巴西
- 玻利維亞
- 布吉納法索
- 緬甸
- 柬埔寨
- 喀麥隆
- 智利（智利國鐵北段、安托法加斯塔及玻利維亞鐵路）
- 中華人民共和國（昆石線，昆河線）
- 克羅埃西亞（薩格勒布、奧西耶克電車）
- 丹麥（幾條地方鐵路）
- 吉布地
- 衣索比亞
- 芬蘭（赫爾辛基電車）
- 法國（以前有許多米軌鐵路）
- 德國（在地方『小鐵路』很少運行）
- 希臘（伯羅奔尼撒礦務鐵路）
- 印度
- 科特迪瓦
- 伊拉克
- 肯亞
- 寮國
- 拉脫維亞（利耶帕亞電車）
- 馬來西亞（馬來鐵路）
- 馬利共和國
- 挪威（塔姆斯哈文鐵路、特隆赫姆電車）
- 巴基斯坦
- 波蘭
- 葡萄牙
- 俄國（加里寧格勒、五山城電車）
- 塞內加爾
- 新加坡（馬來鐵路）
- 斯洛伐克（布拉迪斯拉發電車和高塔特拉山齒軌鐵路）
- 西班牙（一部份國鐵路線、巴塞隆那地鐵8號線、馬德里的西班牙國鐵捷運C-9號線）
- 瑞士（一部分有軌電車、齒軌鐵路等）
- 坦桑尼亞（坦桑尼亞鐵路）
- 泰國（泰國國鐵）
- 突尼西亞
- 烏干達
- 烏克蘭（利沃夫、文尼察、日托米爾、葉夫帕托里亞電車）
- 越南

### 2英尺6英寸（762毫米）
俗稱「五分」，「二六」。
- 澳大利亞
- 巴西
- 智利
- 愛沙尼亞
- 海地
- 印度
- 日本（各種產業鐵路、近鐵內部線、近鐵八王子線、三岐鐵道北勢線）
- 塞拉利昂
- 斯里蘭卡
- 台灣（阿里山森林鐵路、台灣糖業鐵路、舊臺東線）
- 中華人民共和國（許鄲鐵路、芭石铁路）
- 美國
- 英國

### 1英尺 11.6英寸（600毫米）
俗稱「德科維爾軌距」。
- 阿根廷
- 巴西
- 愛沙尼亞
- 法國
- 希臘
- 拉脫維亞
- 墨西哥
- 納米比亞
- 波蘭
- 瑞典
- 英國
- 中華人民共和國（个旧到碧色寨铁路）

### 1英尺9.5英寸（545毫米）
- 台灣（烏來台車）

## 參閱
- 轨距
- 寬軌
- 標準軌
- 窄軌

## 外部連接
- Jane's World Railways
- . （原始内容存档于July 17, 2012）. site
- The Indian Railways FAQ: Gauges （页面存档备份，存于）
- Extensive list of 2 ft gauge railways worldwide